# جوش وول
جوش وول (بالإنجليزية: Josh Wall)‏ هو لاعب كرة قاعدة أمريكي، ولد في 21 يناير 1987 في ووكر في الولايات المتحدة.

## وصلات خارجية
- جوش وول على موقع دوري كرة القاعدة الرئيسي (الإنجليزية)
- جوش وول على موقعبيزبول رفرنس.كوم (الدوري الرئيسي) (الإنجليزية)
- جوش وول على موقعبيزبول رفرنس.كوم (الدوري الثانوي) (الإنجليزية)
- جوش وول على موقع إي إس بي إن.كوم (أم.أل.بي) (الإنجليزية)
- جوش وول على موقع مشجعي الرسوم البيانية (الإنجليزية)